# Chet Hanks

Chet Hanks (2023)

Chester Marlon „Chet“ Hanks (* 4. August 1990 in Los Angeles, Kalifornien) ist ein US-amerikanischer Filmschauspieler.

## Leben
Chet Hanks ist der ältere der beiden Söhne des zweifachen Oscar-Preisträgers Tom Hanks und Rita Wilson. Sein jüngerer Bruder Truman Hanks (* 26. Dezember 1995), sein älterer Halbbruder Colin Hanks wie auch sein Onkel Jim Hanks sind ebenfalls als Schauspieler tätig.
Im Gegensatz zu seinem Vater und seinem Halbbruder übernahm Chet Hanks bislang im Wesentlichen nur Nebenrollen. Sein Filmdebüt gab er 2007 in der Filmkomödie Bratz. Ein Jahr später wirkte er in einer kleinen Rolle in Indiana Jones und das Königreich des Kristallschädels mit. 2011 verkörperte er an der Seite seines Vaters in Larry Crowne einen Pizzaboten. 2015 übernahm er eine kleine Nebenrolle in Fantastic Four. Unter dem Namen Chet Hanx versuchte Hanks sich auch als Rapper.
Chet Hanks soll ein jahrelanges Problem mit Alkohol und anderen Drogen gehabt haben. So soll er im Juni 2015 bei einem Aufenthalt in London Frauen sexuell bedrängt und in weiterer Folge sein Hotelzimmer verwüstet haben. 2015 galt Hanks zeitweilig als vermisst.
Im Dezember 2016 gab Hanks auf seinem Instagram-Konto die Geburt seiner Tochter bekannt und dass er bereits seit anderthalb Jahren „clean“ sei.
Seit dem Jahr 2016 folgten Rollen in den Fernsehserien Maron, Shameless, Lass es, Larry! und Empire. Im Jahr 2020 trat Hanks erneut an der Seite seines Vaters im Kriegsdrama Greyhound – Schlacht im Atlantik auf.
In dem Musikvideo zum Song You better run, das im März 2025 veröffentlicht wurde, des Rockduos Something Out West, in dem Chet Hanks als Sänger und Gitarrist eine Hälfte bildet, spielt Chet Hanks zentrale Szenen aus dem Spielfilm Forrest Gump von 1994 nach, in dem sein Vater Tom Hanks die Hauptrolle verkörpert. Tom Hanks tritt in dem Musikvideo ebenfalls auf.

## Filmografie (Auswahl)
- 2007: Bratz
- 2008: Indiana Jones und das Königreich des Kristallschädels (Indiana Jones and the Kingdom of the Crystal Skull)
- 2011: Larry Crowne
- 2012: Project X
- 2015: Fantastic Four
- 2016: Maron (Fernsehserie, 4 Episoden)
- 2016–2018: Shameless (Fernsehserie, 7 Episoden)
- 2017: Tales (Fernsehserie, 1 Episode)
- 2017: Lass es, Larry! (Curb Your Enthusiasm, Fernsehserie, 2 Episoden)
- 2018–2019: Empire (Fernsehserie, 17 Episoden)
- 2020: Greyhound – Schlacht im Atlantik (Greyhound)
- 2020–2021: Your Honor (Fernsehserie, 6 Episoden)
- 2021: Navy CIS: New Orleans (NCIS: New Orleans, Fernsehserie, 1 Episode)